# Mighei (meteorit)
Meteorit Mighei je meteorit iz skupine ogljikovih hondritov CM2. Ta meteorit služi kot prototip za skupino CM (oznaka M)
Na Zemljo je padel 18. junija 1889 v kraju Olviopol v bližini Hersona v Ukrajini.
Od mineralov se v njem najde olivin, tohilinit in filosilikati.